# 石川晶子
石川 晶子（いしかわ あきこ、1994年2月7日－）は、日本の女性ファッションモデル・インフルエンサー（石川晶子）。
東京都出身。血液型A型。身長157cm。モデル業の他、2012年に結成された女性アイドルグループ『Pimm's』（ピムス）の元一期生メンバー。
現在、公式インフルエンサー（ViVi girl ） としても活躍中、ファッションが好きで、韓国ファッションにfocusし、VRIA CHARME（バリアシャルム）と言うブランドを自ら立ち上げた。また、インフルエンサーの経験を生かし、自ら、自分のブランドのブランデングやバイヤー・サイトの運営を行っている

## 人物
- 同じRanzukiモデルの小池真友と仲がいい。
- 憧れは乃木坂46の白石麻衣(まいやん)

## 出演

### 雑誌
- Ranzuki（ぶんか社）専属モデル
- ViVi girl（講談社）専属モデル

### 舞台
- 結婚の偏差値Ⅱ～DEAD OR ALIVE～（2014年9月10日～23日、新宿村ライブ）